# Distretto di Huli
Il distretto di Huli (湖里区S, Húlǐ QūP) è un distretto della Cina, situato nella provincia del Fujian.